# Dimitri Bascou
Dimitri Bascou (ur. 20 lipca 1987 w Schœlcher na Martynice) – francuski lekkoatleta specjalizujący się w sprinterskich biegach przez płotki.
Na początku swojej kariery reprezentował Martynikę, dla której w 2005 zdobył srebro CARIFTA Games w sztafecie 4 × 100 metrów (na tych zawodach był także czwarty na 110 metrów przez płotki oraz piąty w sztafecie 4 × 400 metrów).
Bez powodzenia startował na mistrzostwach Europy juniorów w Kownie (2005) i młodzieżowych mistrzostwach Europy w Debreczynie (2007). Srebrny medalista igrzysk śródziemnomorskich z 2009. W tym samym roku zajął 4. miejsca podczas młodzieżowych mistrzostw Starego Kontynentu w Kownie. Czwarty zawodnik mistrzostw Europy z Barcelony (2010). W 2011 biegł w finale halowych mistrzostw Starego Kontynentu i uniwersjady oraz dotarł do półfinału podczas mistrzostw świata w Daegu. W 2012 reprezentował Francję na igrzyskach olimpijskich w Londynie, na których odpadł w półfinale biegu na 110 metrów przez płotki. Piąty zawodnik mistrzostw świata w Pekinie (2015). W 2016 zdobył brąz w biegu na 60 metrów przez płotki podczas halowych mistrzostw świata. Mistrz Europy z Amsterdamu oraz brązowy medalista olimpijski z Rio de Janeiro (2016).
Wielokrotny medalista mistrzostw Francji w różnych kategoriach wiekowych oraz reprezentant kraju w meczach międzypaństwowych.

## Osiągnięcia
| Rok  | Impreza                        | Miejsce        | Konkurencja                     | Lokata     | Wynik |
| ---- | ------------------------------ | -------------- | ------------------------------- | ---------- | ----- |
| 2005 | Mistrzostwa Europy juniorów    | Kowno          | bieg na 110 metrów przez płotki | eliminacje | 14,83 |
| 2007 | Młodzieżowe mistrzostwa Europy | Debreczyn      | bieg na 110 metrów przez płotki | eliminacje | 14,20 |
| 2009 | Igrzyska śródziemnomorskie     | Pescara        | bieg na 110 metrów przez płotki | 2. miejsce | 13,75 |
| 2009 | Młodzieżowe mistrzostwa Europy | Kowno          | bieg na 110 metrów przez płotki | 4. miejsce | 13,66 |
| 2009 | Mistrzostwa świata             | Berlin         | bieg na 110 metrów przez płotki | półfinał   | 13,49 |
| 2010 | Mistrzostwa Europy             | Barcelona      | bieg na 110 metrów przez płotki | 4. miejsce | 13,41 |
| 2011 | Halowe mistrzostwa Europy      | Paryż          | bieg na 60 metrów przez płotki  | 6. miejsce | 7,64  |
| 2011 | Uniwersjada                    | Shenzhen       | bieg na 110 metrów przez płotki | 4. miejsce | 13,60 |
| 2011 | Mistrzostwa świata             | Daegu          | bieg na 110 metrów przez płotki | półfinał   | 13,62 |
| 2012 | Igrzyska olimpijskie           | Londyn         | bieg na 110 metrów przez płotki | półfinał   | 13,55 |
| 2013 | Halowe mistrzostwa Europy      | Göteborg       | bieg na 60 metrów przez płotki  | półfinał   | 7,72  |
| 2013 | Igrzyska śródziemnomorskie     | Mersin         | bieg na 110 metrów przez płotki | 4. miejsce | 13,93 |
| 2015 | Halowe mistrzostwa Europy      | Praga          | bieg na 60 metrów przez płotki  | 2. miejsce | 7,50  |
| 2015 | Mistrzostwa świata             | Pekin          | bieg na 110 metrów przez płotki | 5. miejsce | 13,17 |
| 2016 | Halowe mistrzostwa świata      | Portland       | bieg na 60 metrów przez płotki  | 3. miejsce | 7,48  |
| 2016 | Mistrzostwa Europy             | Amsterdam      | bieg na 110 metrów przez płotki | 1. miejsce | 13,25 |
| 2016 | Igrzyska olimpijskie           | Rio de Janeiro | bieg na 110 metrów przez płotki | 3. miejsce | 13,24 |
| 2019 | Mistrzostwa świata             | Doha           | bieg na 110 metrów przez płotki | półfinał   | 13,48 |
| 2023 | Halowe mistrzostwa Europy      | Stambuł        | bieg na 60 metrów przez płotki  | półfinał   | DNF   |

## Rekordy życiowe
- Bieg na 60 metrów przez płotki (hala) – 7,41 (2016) rekord Francji
- Bieg na 110 metrów przez płotki – 13,12 (2016)